# Atzenhausen
Atzenhausen is een dorp in de gemeente Rosdorf in het Landkreis Göttingen in Nedersaksen in Duitsland. Het wordt voor het eerst vermeld in een oorkonde uit 990 waarin een schenking door Otto III aan het klooster in Hilwartshausen wordt gememoreerd. In 1973 werd het dorp bij Rosdorf gevoegd. 
De eerste dorpskerk werd waarschijnlijk gebouwd in de vroege veertiende eeuw. Van die kerk resteert de weertoren. Het schip is in 1822 nieuw gebouwd.